# آنتساکانالابه
آنتساکانالابه (به لاتین: Antsakanalabe) یک منطقهٔ مسکونی در ماداگاسکار است که در بفندریانا-نورد واقع شده‌است. آنتساکانالابه ۱۱٬۰۰۰ نفر جمعیت دارد و ۲۱۸ متر بالاتر از سطح دریا واقع شده‌است.